# Schuyler (Virginie)
Schuyler est une census-designated place située dans le comté de Nelson, dans l’État de Virginie, aux États-Unis. Lors du recensement de 2020, elle comptait 252 habitants.